# Volkswagen D24TIC
Volkswagen D24TIC — дизельный двигатель внутреннего сгорания компаний Volvo и Volkswagen, находившийся в производстве с августа 1986 по декабрь 1998 года.

## Технические характеристики
Volkswagen D24TIC идентичен предшественникам — Volkswagen D24 и Volkswagen D24T, но включает в себя интеркулер, который помогает турбонаддуву улучшить общую производительность и стабильность работы. В отличие от других вариантов, двигатель также включает в себя масляный радиатор и увеличенную мощность (127 л. с.). Версия TDIC такая же, как другие варианты D24.
| ID            | Мощность (DIN) при об/мин   | Крутящий момент при об/мин | Красная зона (об/мин) | Годы производства |
| ------------- | --------------------------- | -------------------------- | --------------------- | ----------------- |
| DW            | 70 кВт (95 л. с.) при 4000  | 220 Н⋅м при 2000           |                       | 1986—1991         |
| ACL           | 70 кВт (95 л. с.) при 4000  | 220 Н⋅м при 2000           |                       | 1991—1995         |
| Volvo D24T    | 80 кВт (109 л. с.) при 4800 | 205 Н⋅м при 2500           | 5350                  | 1982—1989         |
| Volvo D24TDIC | 95 кВт (129 л. с.) при 4650 | 250 Н⋅м при 2400           | 5350                  | 1986—1991         |
| Volvo D24TIC  | 85 кВт (116 л. с.) при 4800 | 235 Н⋅м при 2400           |                       | 1986—1991         |
| Volvo D24TIC  | 90 кВт (122 л. с.) при 4800 | 235 Н⋅м при 2400           |                       | 1991—1996         |

## Устанавливался на
- 08.1983—07.1990 — Volvo 740
- 08.1982—07.1990 — Volvo 760
- 08.1991—12.1995 — Volkswagen LT (ACL)
- 08.1990—07.1996 — Volvo 940
- 08.1990—07.1996 — Volvo 965